# Сокол (Зав'яловський район)
Со́кол (рос. Сокол) — присілок (колишнє селище) в Зав'яловському районі Удмуртії, Росія.
Знаходиться на вододілі річок Чернушка та Велика Умринка, посеред лісового масиву. Біля підніжжя пагорбу, на західній околиці присілка, знаходяться значні простори торфових боліт, що є місцем видобутку даної корисної копалини.

## Населення
Населення — 387 осіб (2012; 423 в 2010).
Національний склад станом на 2002 рік:
- росіяни — 58 %
- удмурти — 38 %

## Історія
Селище було засноване в 1956 році як Тофробрикетний завод, коли тут збудували і відкрили торфопідприємство. В 1965 році селище увійшло до складу Іж-Забєгаловської сільради Якшур-Бодьїнського району. В 1966 році селище передане до Ягульської сільради і отримує сучасну назву. У 2004 році селище перетворене в присілок.

## Економіка
Головним підприємством присілка є тофропідприємство «Сокіл», що входить до складу ВАТ «Удмуртторф». В 1962—1986 роках підприємство займалось виробництвом торфобрикетів, дотепер — видобутком торфу для сільськогопсодарських потреб.
Серед закладі соціальної сфери у селі діє лише дитячий садок.

## Урбаноніми[3]
- бульвари — Європейський, Сосновий
- вулиці — Альпійська, Буммашевська, Василькова, Весняна, Вишнева, Віденська, Горобинова, Дачна, Дружби, Жасминова, Квіткова, Кедрова, Лісова, Лісницька, Лучна, Міланська, Миру, Молодіжна, Новобудівельна, Празька, Прохолодна, Свободи, Сонячна, Соснова, Софійська, Ставкова, Східна, Тіниста
- провулки — Ягідний